# Lom u Blatné

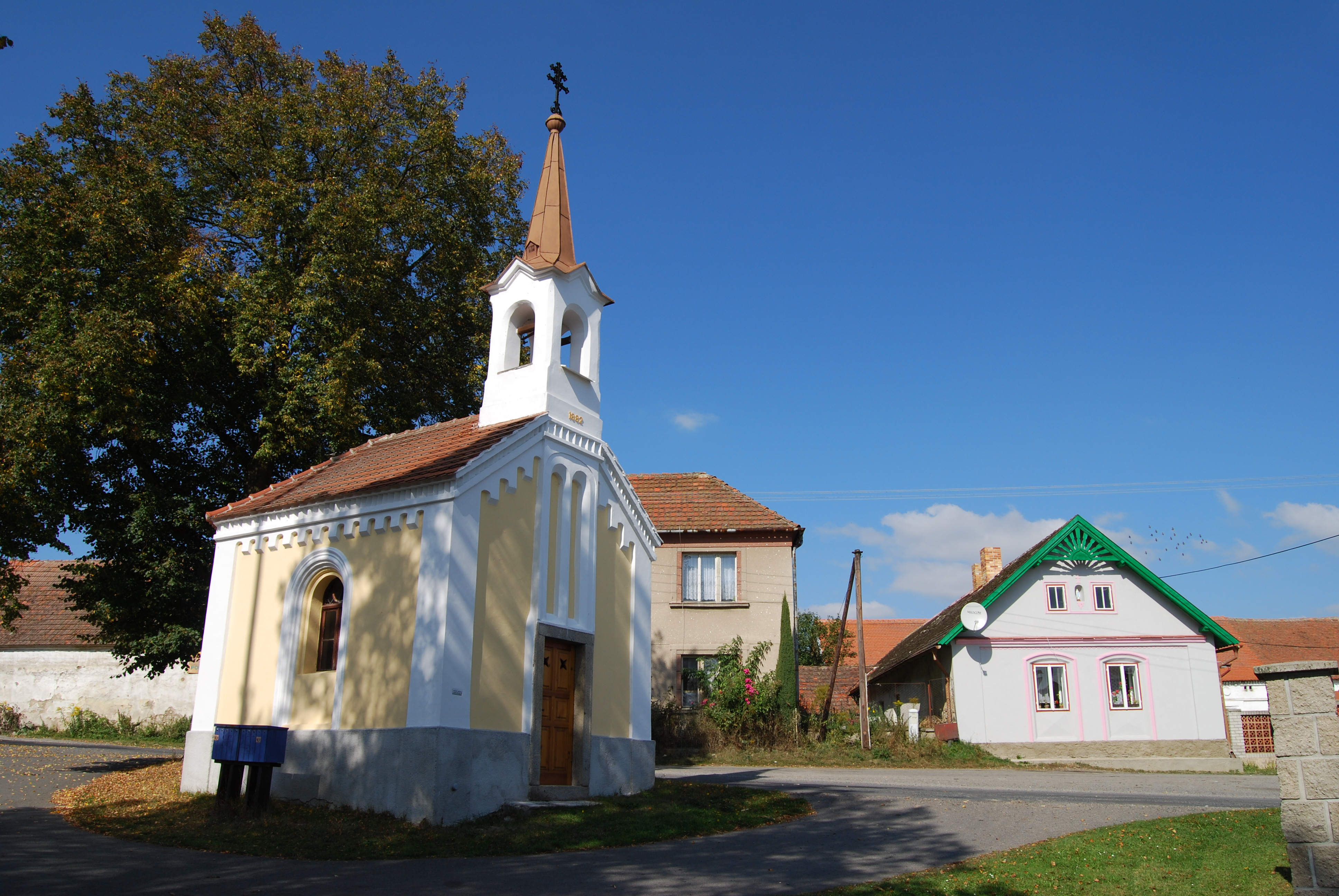
Kapelle in Lom

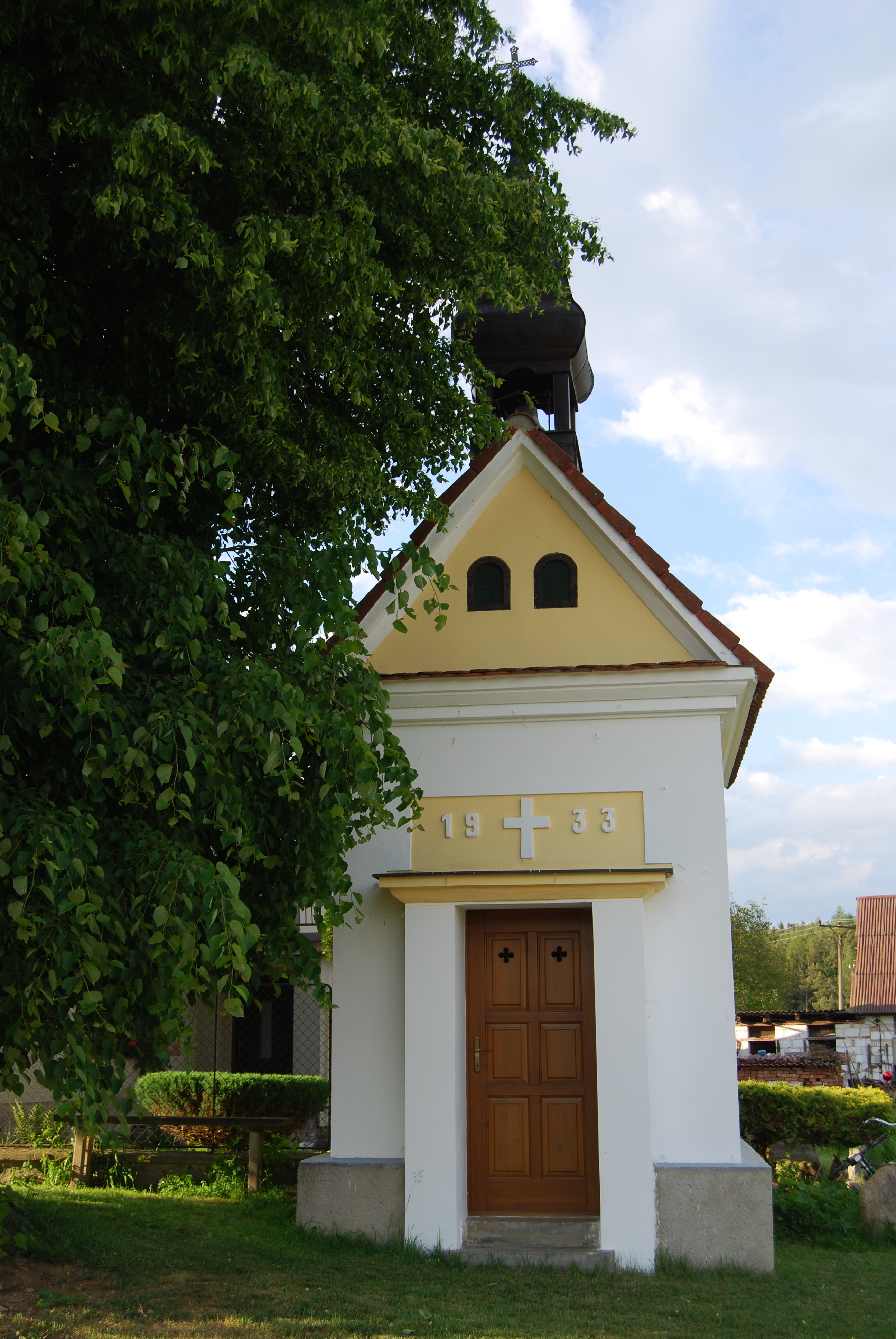
Kapelle in Neradov

Lom (deutsch 1939–1945 Bruch) ist eine Gemeinde in Tschechien. Sie liegt vier Kilometer südwestlich von Mirotice in Südböhmen und gehört zum Okres Strakonice.

## Geographie

### Geographische Lage
Lom befindet sich am Oberlauf des Baches Neradovský potok im Mittelböhmischen Hügelland. Nordöstlich erhebt sich die Strážovická hora (495 m), im Süden der Mužetický vrch (573 m), südwestlich der Chlum (562 m) und der Holý vrch (513 m), im Westen der Pahorek (531 m) sowie nordwestlich die Homole (484 m). Gegen Südosten liegt der Teich Pančár.

### Gemeindegliederung
Die Gemeinde Lom besteht aus den Ortsteilen Lom und Míreč (Miretsch) sowie der Ansiedlung Neradov (Neradow).

### Nachbarorte
Nachbarorte sind Míreč und Stráž im Norden, Kopaniny, Brabčulka, Hořejší Mlýn, Mirotice und Strážovice im Nordosten, Radobytce und Obora u Radobytec im Osten, Bořice und Jarotice im Südosten, Důl und Mužetice im Süden, Chlum, Sedlice und Škvořetice im Südwesten, Pohodnice und Pacelice im Westen sowie Buzice, Zbuzy, Buzičky, Neradov, Václavov und Laciná im Nordwesten.

## Geschichte
Die erste schriftliche Erwähnung von Lom erfolgte am 24. August 1341 in einer Bestätigungsurkunde König Johann von Luxemburgs über die der Kirche in Mirotice am 2. Februar 1299 durch König Wenzel II. erteilten Privilegien. Darin wurde auch der Hof Lom mit Feldern, Wäldern und Wiesen als Besitz der Kirche aufgeführt. 1591 bestand das Dorf aus acht Bauernwirtschaften, zwei Chaluppen und einem Kretscham. Adam Lev von Rosental verkaufte Lom 1541 zusammen mit dem Städtchen Mirotice an Johann und Sigmund Kalenitz von Kalenitz auf Skworetitz. Ab 1558 war Johann Kalenitz von Kalenitz alleiniger Besitzer von Skworetitz. Im 17. Jahrhundert gehörte das Gut Georg Franz Daudlebsky von Daudleb, der es 1672 an Wilhelm Kalenitz von Kalenitz verkaufte. Im Jahre 1701 erwarb Joseph Graf Serényi von Kis-Serény das Gut Skworetitz und vereinigte es mit der Herrschaft Blatná. Im Jahre 1720 gab es in Lom vier Bauernwirtschaften, zwei Chalupner und drei Inwohner. Neradov entstand an Stelle einer Hütte der Herrschaft Skworetitz und trug ursprünglich den Namen Huť ; 1774 bestand die Siedlung aus vier Häusern. 1785 bestand Lom aus 16 Häusern. Joseph Graf Serényi hinterließ die Herrschaft 1742 seiner Witwe Maria Elisabeth, geborene Gräfin von Waldstein zur Nutznießung. Nach deren Tode erbten 1787 die Brüder Joseph Vinzenz, Amand, Johann Nepomucen und Ludwig Serényi von Kis-Serény. Sie verkauften die Herrschaft Blatná am 7. November 1798 an den k.k. Kämmerer Wenzel Hildprandt Freiherr von und zu Ottenhausen. 1803 erbte dessen Sohn Franz Hildprandt von und zu Ottenhausen den Besitz.
Im Jahre 1840 bestand Lom aus 39 Häusern mit 209 tschechischsprachigen Einwohnern, darunter einer Israelitenfamilie. Im Dorf gab es einen Meierhof und eine Schäferei. Abseits lag die aus 10 Dominikalhäusern bestehende Einschicht Neradow bzw. Hutj (Neradov). Pfarrort war Mirotitz. Bis zur Mitte des 19. Jahrhunderts blieb Lom immer der Herrschaft Blatná untertänig.
Nach der Aufhebung der Patrimonialherrschaften bildete Lom Neradov ab 1850 einen Ortsteil der Gemeinde Mužetice in der Bezirkshauptmannschaft und dem Gerichtsbezirk Blatná. In Lom, Míreč und Neradov lebten im Jahre 1865 insgesamt 365 Personen. Ab 1880 wurden Lom und Neradov als zwei separate Ortsteile von Mužetice betrachtet. Im Jahre 1887 lösten sich Lom, Míreč und Neradov von Mužetice los und bildeten die Gemeinde Lom. Diese hatte im Jahre 1900 321 Einwohner. Die Freiwillige Feuerwehr bildete sich 1913. Im Jahre 1914 bestand das Dorf Lom mit Neradov aus 37 Häusern. 1921 lebten in der Gemeinde 360 Personen, im Jahre 1950 waren es 240. Im Zuge der Aufhebung des Okres Blatná wurde Lom 1960 dem Okres Strakonice zugeordnet. 1970 war die Zahl der Einwohner der Gemeinde auf 195 gesunken. Am 1. Juli 1974 erfolgte die Eingemeindung nach Škvořetice. Nach einem Referendum lösten sich Lom, Míreč und Neradov am 24. November 1990 von Škvořetice los und bildeten eine eigene Gemeinde. Im Jahre 2008 lebten in Lom, Míreč und Neradov 114 Personen.

## Kultur und Sehenswürdigkeiten
- Kapelle in Lom, erbaut 1882 anstelle eines hölzernen Glockenturmes
- Kapelle in Neradov, errichtet 1933
- Indianisches Dorf und Festung der Pelzjäger Fort Hary bei Jarotice